# قانچی (تاجیکستان)
قانچی (تاجیکستان) (به لاتین: Ganchi) یک منطقهٔ مسکونی در تاجیکستان است که در ولایت سغد واقع شده‌است.